# Termofilia

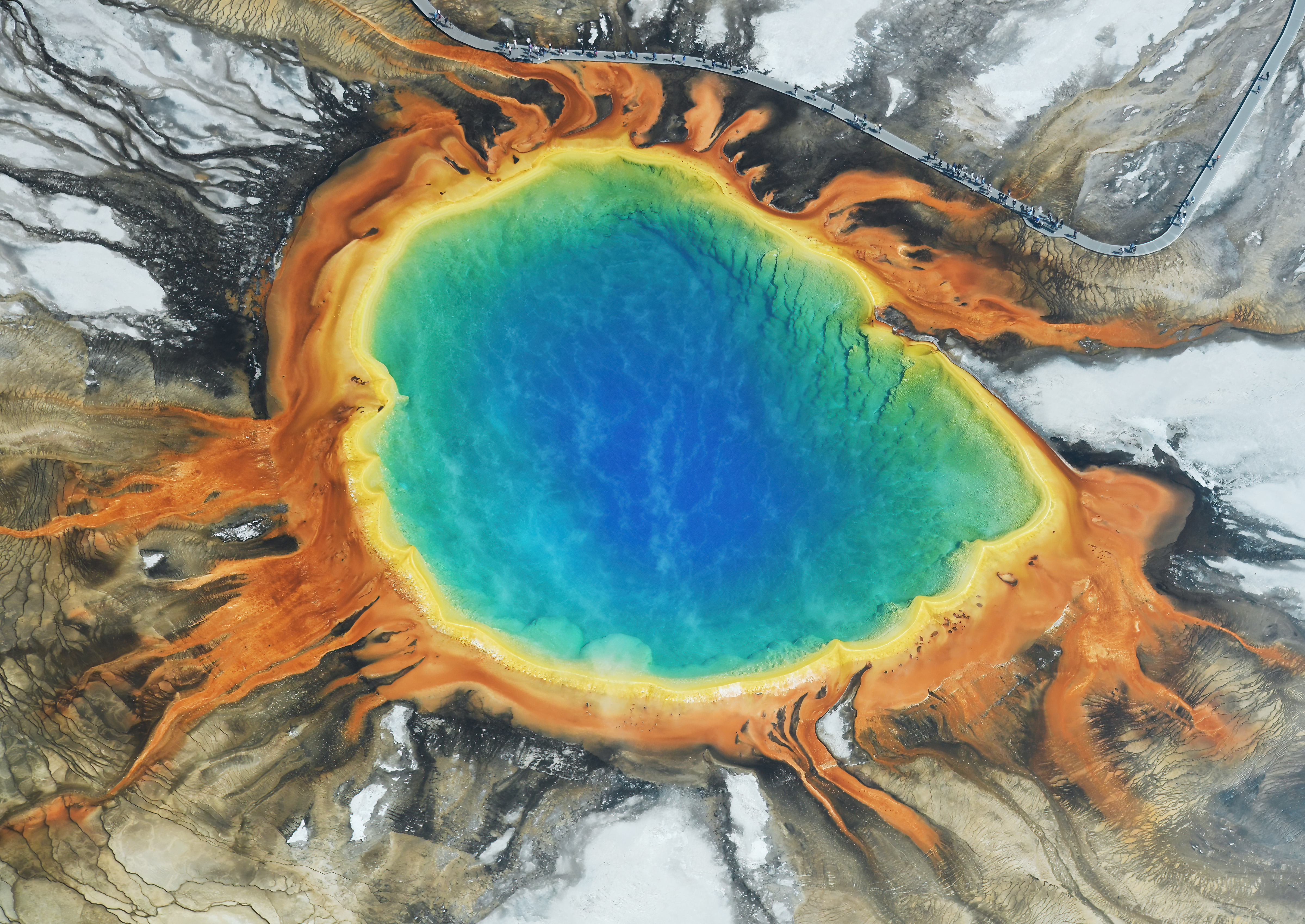
Os termófilos podem ser isolados de fontes quentes como no Grand Prismatic Spring, no Parque Nacional de Yellowstone

Organismos termófilos (do grego thermê, calor e philein, amar) ou hipertermófilos, são organismos que gostam de calor. Estes organismos são exemplos de organismos extremófilos.
Termofílicas foram possivelmente as primeiras células simples. Acredita-se que se desenvolveu em locais com atividade vulcânica (como gêiseres) nas cristas médio-oceânicas .
Termófilos são caracterizados por terem uma membrana celular ricas em lípidos saturados e que contêm enzimas , que lhes permitem trabalhar em condições extremas.Ele sobrevivem a temperaturas de pelo menos 20 °C e um máximo de 75 ° C, enquanto que os hipertermófilos resistem a temperaturas acima dos 75 °C, às vezes, até mesmo superior a 100 °C, desde que haja água líquida , tal como no fundo do mar, onde a pressão é elevada.
Algumas destas bactérias (Sulfolobus ) obtêm a energia por oxidação de enxofre, e são, por conseguinte, bactérias quimiossintéticas. Mas, em geral, são todos considerados extremófilos e resilientes.